# Patrick Depailler
Patrick Depailler, né le 9 août 1944 à Clermont-Ferrand (Auvergne) et mort le 1er août 1980 au cours d'une séance d'essais privés sur le circuit d'Hockenheim, au volant d'une Alfa Romeo, est un pilote automobile français. Il a participé à 95 Grand Prix de Formule 1 et en a remporté deux. Il est également le premier pilote français à avoir signé une pole position en championnat du monde. Il est inhumé dans le cimetière de la commune de Crevant-Laveine dans le Puy-de-Dôme.

## Biographie

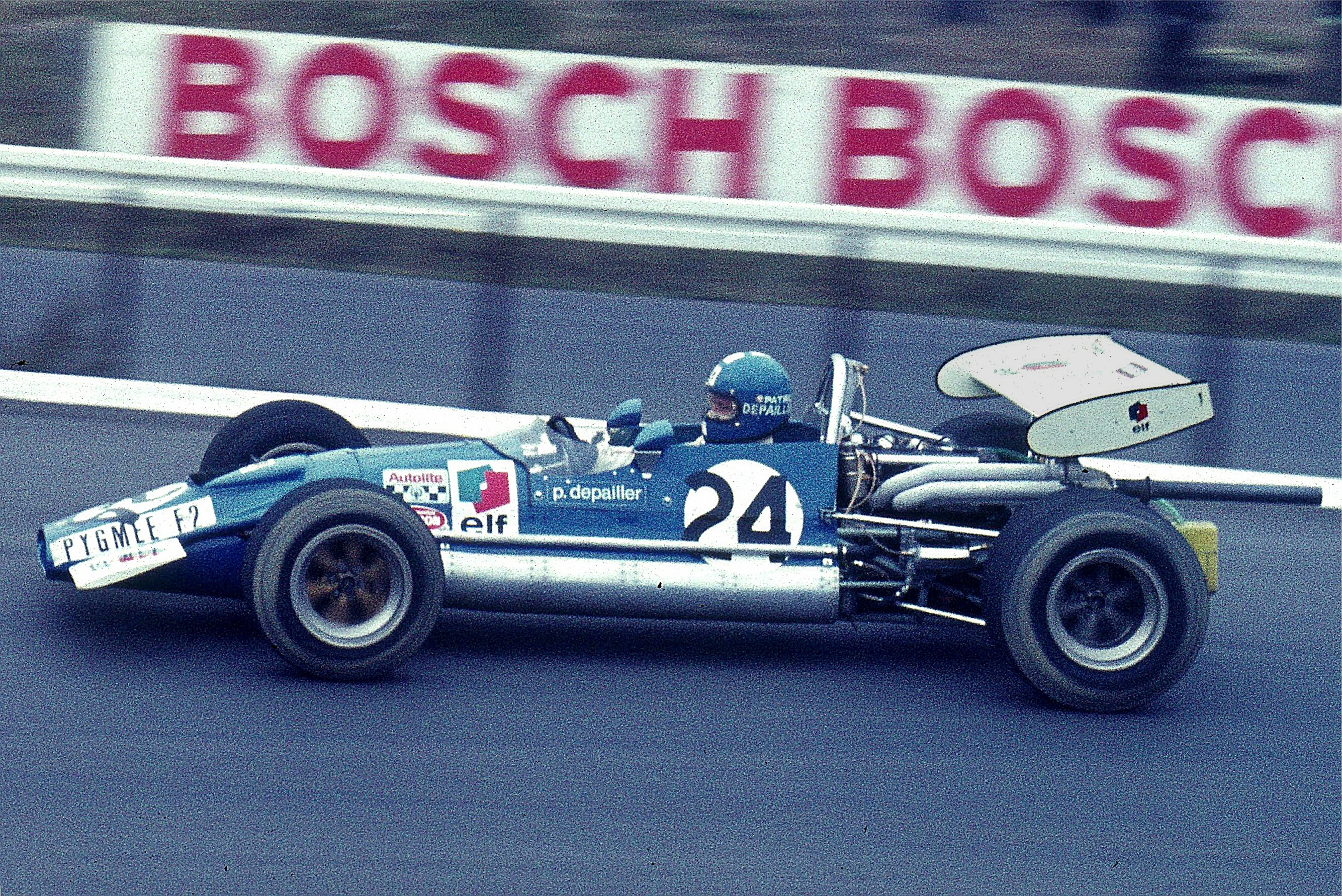
Patrick Depailler en 1970 au Nürburgring sur une Pygmée MDB15 de Formule 2

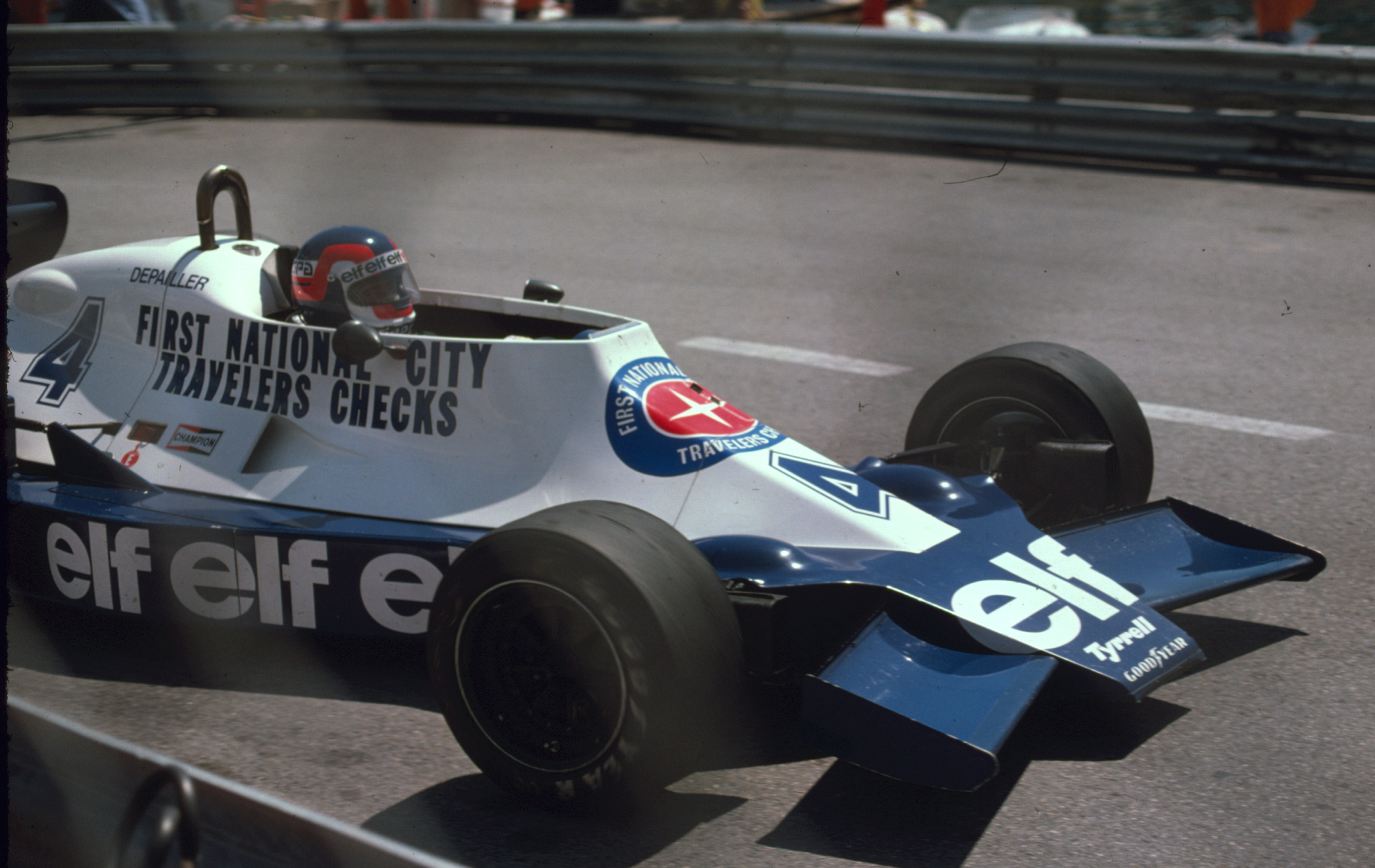
Patrick Depailler dans les esses de la piscine à Monaco en 1978.

Fils de Marcel Depailler (1902-1978) architecte notamment de l'université de Clermont-Ferrand, Patrick Depailler répond aux attentes de son père en obtenant un diplôme de prothésiste dentaire. Il se lance ensuite en sport motocycliste puis débute, en 1964, en Formule 2 sur le circuit de Charade près de Clermont-Ferrand.
Il remporte le Tour de France automobile en 1970 avec Jean-Pierre Beltoise sur Matra MS650 (en) (copilote Jean Todt), ainsi que le Rallye des Monts Dôme en 1971 avec Bernard Vasset sur Alpine A110.
En 1971, il devient champion de France de Formule 3 et remporte également le Grand Prix de Monaco de Formule 3, ce qui lui permet d'accéder à la Formule 1 en 1972 au sein de l'écurie Tyrrell Racing, grâce au soutien financier d'ELF Aquitaine pour deux courses, en tant que troisième pilote. En 1974, tandis qu'il réalise sa première saison complète en Formule 1, il remporte le championnat d'Europe de Formule 2.
En Formule 1, il est titularisé par Ken Tyrrell pour remplacer François Cevert. Le 8 juin 1974, il signe la pole position du Grand Prix de Suède et entre dans l'histoire : c'est en effet la première fois qu'un pilote français signe une pole position en F1. Il passe cinq saisons (de 1974 à 1978) au sein de l'équipe, compétitive mais qui amorce un lent déclin car l'écurie perd beaucoup de temps à développer une monoplace à 6 roues, la Tyrrell P34 pour les saisons 1976 et 1977. À son volant, Depailler obtient son meilleur classement en championnat du monde en terminant quatrième en 1976. S'il a cumulé à cette occasion de nombreuses secondes places, il doit attendre 1978 pour obtenir sa première victoire en Formule 1 au Grand Prix de Monaco 1978 au volant de la Tyrrell 008.
Passé chez Ligier l'année suivante, il fait équipe avec Jacques Laffite. Les deux pilotes sont à l'époque les grandes vedettes du sport automobile français. Ils sont aussi partenaires aux 24 Heures du Mans 1977 où ils partagent le volant d'une Alpine Renault  contrainte à l'abandon alors qu'elle était en deuxième position après plus de vingt heures de course. L'année suivante, associé cette fois à Jean-Pierre Jabouille, il abandonne alors que la voiture était en tête.
Patrick Depailler fonde de gros espoirs sur sa Ligier JS11, dominatrice au début de la saison 1979. Après avoir accompagné son coéquipier sur le podium au Brésil, Depailler remporte le Grand Prix d'Espagne. Quelques semaines après, peu avant le Grand Prix de France, un accident de deltaplane lui brise les jambes et l'éloigne de la compétition automobile jusqu'à la fin de l'année.
Il effectue son retour en 1980 au sein de l'écurie Alfa Romeo qui revient en Grand Prix comme constructeur. Depailler s'efforce de faire progresser la monoplace durant la première moitié de la saison. Comme il n'est pas totalement remis de ses blessures, les premières courses sont très difficiles. Il retrouve peu à peu le rythme, notamment à Monaco où il abandonne alors qu'il se trouve en quatrième position.
Il meurt lors d'essais privés sur le circuit d'Hockenheim à la suite d'une sortie de route à 280 km/h dans l'Ostkurve, une semaine avant le Grand Prix d'Allemagne. Il est probable qu'une défaillance mécanique (rupture de suspension ou blocage d'une jupe latérale privant la monoplace de son effet de sol) soit à l'origine de l'accident.
Quelques jours après la mort de Depailler, Jacques Laffite remporte le Grand Prix d'Allemagne et, sur le podium, refuse le champagne en signe de deuil.

## Résultats en championnat du monde de Formule 1
| Saison | Ecurie                   | Châssis     | Moteur         | Pneus    | GP disputés | Victoires | Points inscrits | Classement |
| ------ | ------------------------ | ----------- | -------------- | -------- | ----------- | --------- | --------------- | ---------- |
| 1972   | Elf Team Tyrrell         | 004         | Ford V8        | Goodyear | 2           | 0         | 0               | n.c.       |
| 1974   | Elf Team Tyrrell         | 005 006 007 | Ford V8        | Goodyear | 15          | 0         | 14              | 9e         |
| 1975   | Elf Team Tyrrell         | 007         | Ford V8        | Goodyear | 14          | 0         | 12              | 9e         |
| 1976   | Elf Team Tyrrell         | 007 P34     | Ford V8        | Goodyear | 16          | 0         | 39              | 4e         |
| 1977   | Elf Team Tyrrell         | P34         | Ford V8        | Goodyear | 17          | 0         | 20              | 8e         |
| 1978   | Elf Team Tyrrell         | 008         | Ford V8        | Goodyear | 16          | 1         | 34              | 5e         |
| 1979   | Ligier Gitanes           | JS11        | Ford V8        | Goodyear | 7           | 1         | 22              | 6e         |
| 1980   | Marlboro Team Alfa Romeo | 179         | Alfa Romeo V12 | Goodyear | 8           | 0         | 0               | n.c.       |
|        | Total                    |             |                |          | 95          | 2         | 141             |            |

Victoires en Championnat du monde de Formule 1
| # | Année | Manche | Grand Prix | Circuit | Écurie  | Voiture     |
| - | ----- | ------ | ---------- | ------- | ------- | ----------- |
| 1 | 1978  | 05/16  | Monaco     | Monaco  | Tyrrell | Tyrrell 008 |
| 2 | 1979  | 05/15  | Espagne    | Jarama  | Ligier  | Ligier JS11 |

## Titres
| Saison | Titre                           | Voiture           |
| ------ | ------------------------------- | ----------------- |
| 1971   | Champion de France de Formule 3 | Alpine Renault F3 |
| 1974   | Champion d'Europe de Formule 2  | March-BMW 742     |

## Résultats aux 24 heures du Mans

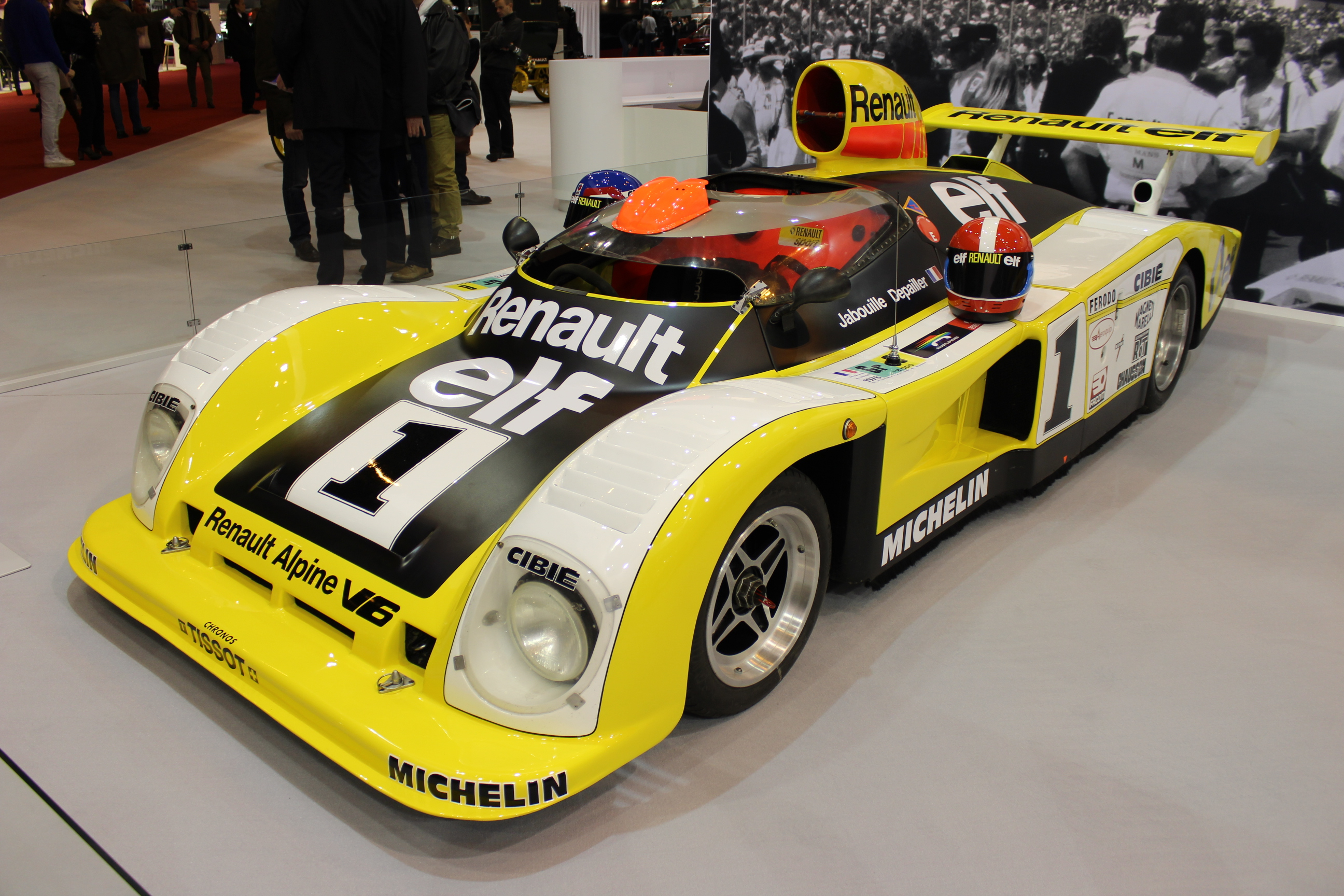
L'Alpine A442 de Depailler et Jabouille, aux 24 Heures du Mans 1978.

| Année | Châssis             | Écurie                         | Coéquipier            | Résultat   |
| ----- | ------------------- | ------------------------------ | --------------------- | ---------- |
| 1967  | Alpine A210         | Écurie Salvin Calberson        | Gérard Larrousse      | Abandon    |
| 1968  | Alpine A220         | Écurie Salvin Calberson        | Mauro Bianchi         | Abandon    |
| 1969  | Alpine A220/69      | Société des automobiles Alpine | Jean-Pierre Jabouille | Abandon    |
| 1970  | Matra Simca MS650   | Équipe Matra Simca             | Jean-Pierre Jabouille | Abandon    |
| 1971  | Ligier JS3          | Automobiles Ligier             | Guy Ligier            | Non classé |
| 1973  | Matra Simca MS670 B | Équipe Matra Simca Shell       | Bob Wollek            | Abandon    |
| 1977  | Renault Alpine A442 | Renault Sport                  | Jacques Laffite       | Abandon    |
| 1978  | Renault Alpine A443 | Renault Sport Elf              | Jean-Pierre Jabouille | Abandon    |

## Divers
- Médaillé de l'Académie des sports en 1974.
- Une statue, érigée près du stade nautique de Chamalières, lui rend hommage.
- Le circuit de modélisme du plateau de Gergovie lui est dédié.
- Une rue du parc technologique de la Pardieu à Clermont-Ferrand porte son nom.
- Une rue de Perpignan porte son nom.
- L'épisode La Formule 1 de la série Salut champion est un hommage posthume imprévu à sa mémoire[3]. L'épisode, situé  pendant le Grand Prix de France 1980 au circuit Paul-Ricard du Castelet, raconte l'histoire d'un pilote de l'écurie Ligier qui se casse une cheville dans un accident de char à voile (en référence à l'accident de deltaplane de Patrick), quelques jours avant le départ. Tourné pendant le Grand Prix fin juin 1980, Patrick meurt cinq semaines plus tard, le 1er aout 1980.
- Il est crédité au générique du film américain Bobby Deerfield sorti en 1977 parmi les pilotes ayant conduit les F1 vues dans les scènes de course, tournées sur le circuit du Mans.
- Son fils Loïc Depailler a également poursuivi une carrière dans le sport automobile dans les années 1990. Il a notamment couru en Amérique du Nord dans le championnat de Formule Atlantique, ainsi qu'en Sport-prototypes.
- En 2013, il est incarné par Xavier Laurent dans le film Rush de Ron Howard.